# الكاهن يوحنا
الكاهن يوحنا هو ملك مسيحي أسطوري يقال أنه كان يحكم المشرق في آسيا الوسطى أو إثيوبيا في القرون الوسطى.:28 وقد حيكت حول أعماله وأوصافه العديد من الحكايات، وقد شغل الكثير من الرحالة في البحث عنه، والكثير من الباحثين الحديثين في أصل أسطورته.

## أصل الحكاية

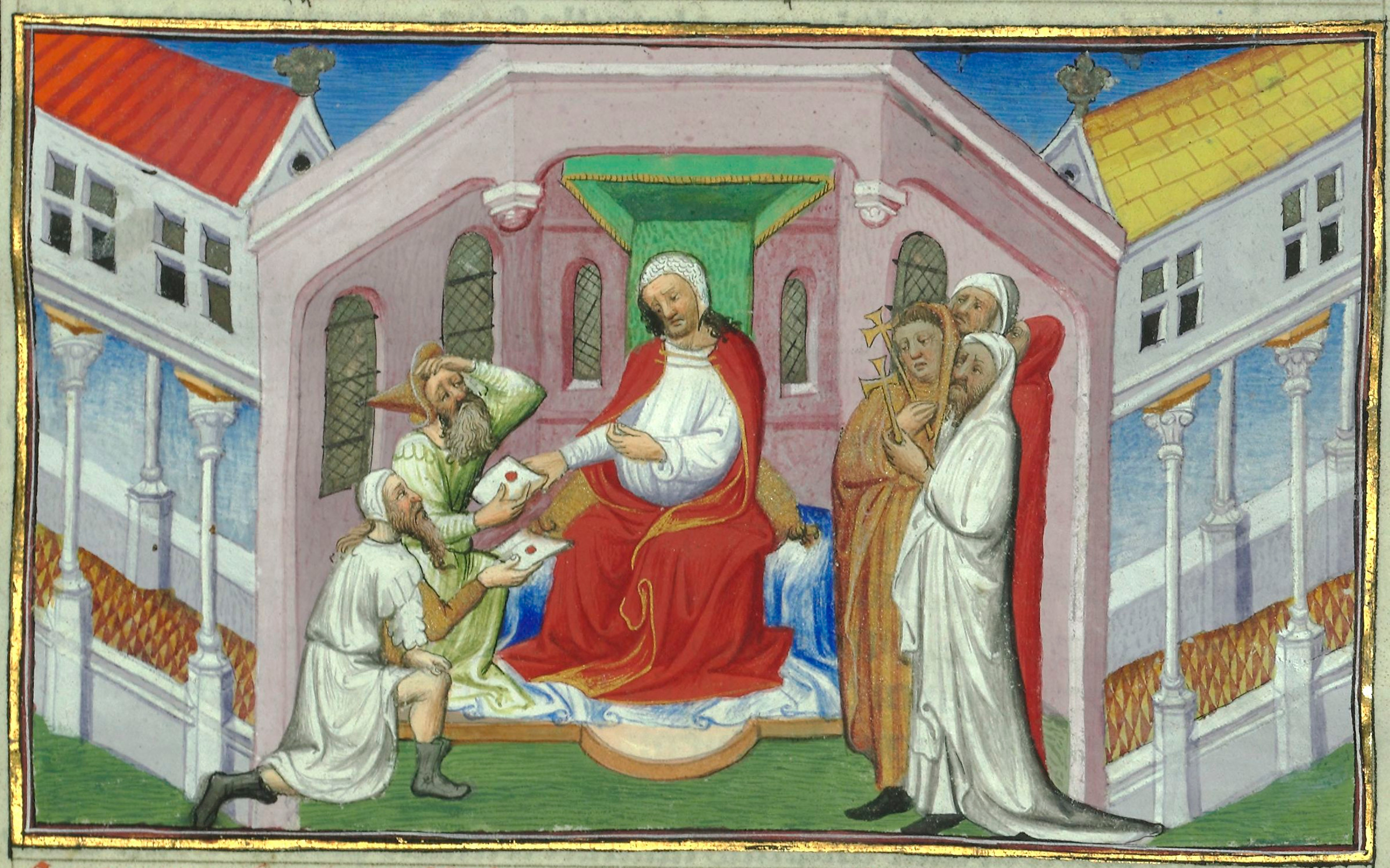
وانغ خان أحد القرايتيين المسيحيين التابعين لجنكيز خان مصورا على هيئة الكاهن يوحنا الأسطوري.

ترجع الحكاية إلى القرن الثاني عشر الميلادي وربما يرمز إلى شخص بنفس الاسم وهو كاتب رسائل يوحنا في العهد الجديد ويتم التساؤل إن كان هو كاتب إنجيل يوحنا.
الملك الكاهن يوحنا هو من اختراع فترة الحملات الصليبية عندما ذهب الصليبيون للمشرق لغزو الأراضي المقدسة وكانوا معزولين عن الشرق الأقصى لذلك ارتقبوا أي دعم من تلك الأراضي الغامضة، وفي عام 1145 قام أسقف سرياني بنقل أخبار للبلاط البابوي بأنه يوجد راهب وملك قوي ما وراء بلاد فارس وأنه حقق نصرا على المسلمين مما يحتمل أنه يقصد معركة قطوان في فارس التي انهزم فيها جيش السلاجقة الأتراك عام 1141 أمام جيش جنرال منغولي يدعى كور خان مؤسس القرة خيتاي (والتي حكمت في أسيا الوسطى وفي شمال الصين وأتى منها اسم كاثاي) وكان بعض أتباعه من النسطوريين وربما حرفوا اسمه إلى يوحنا.
يأتي أول ذكر للراهب يوحنا في سجل الأسقف أوتو فون فرايسينج. وقال هذا الكاتب بأنه عندما كان في بلاط البابا إيجين عام 1145 اجتمع بأسقف غابالا (جبلة في سوريا)، الذي يقول " قبل عدة سنوات ليست ببعيدة، كان هناك رجل يدعى يوحنا الملك والكاهن (rex et sacerdos)، الذي سكن في أقصى المشرق ما بعد بلاد فارس وأرمينيا، وكان مسيحيا نسطوريا مثل شعبه، وشن حربا ضد أخ ملوك الفرس والميديين الأخوين، الذي دعاهم السمايارديين (أو السنجرديين)، وأسر عاصمتهم إكباتانا. بعد هذا النصر تقدم الراهب يوحنا للكفاح من أجل كنيسة القدس؛ ولكن عندما وصل إلى دجلة ولم يجد أي وسيلة لنقل جيشه، اتجه شمالا عندما سمع بأن النهر في تلك المنطقة متجمد في وقت الشتاء. توقف على ضفافه لبضع سنوات على أمل أن يتجمد ثم اضطر للعودة إلى وطنه.
أتت قصة الظهور لأول مرة قبلها بنحو ربع قرن في روما العام 1122، في زمن كاليستوس الثاني، عن قس شرقي سمي في إحدى السجلات «يوحنا بطريرك الهنود»، وفي سجل آخر «رئيس أساقفة الهند». ورويت قصص عن ضريح القديس توماس في الهند، والمعجزات التي يجترحها جسد الحواري هناك، ومنها توزيع الخبز المقدس بيده. وقد لا يعتبر ظهور تلك الشخصية في روما والتي تربط بهذه الأعاجيب بحضور البابا مجرد قصة شعبية، فهي تستند إلى مصدرين يظهر أنهما مستقلين (أحدهما رسالة من أودو دي ريم رئيس دير سان ريمي من عام 1118 إلى 1151)، ويظهر من التناقضات أن أحدهما لم ينسخ من الآخر، مع ذلك فهما يتوافقان في الحقائق الرئيسية.

## شخصيات محتملة
عند سقوط أسرة لياو حوالي العام 1125 فر الأمير كور خان وهرب غربا مع أتباعه، وقد سماه الصينيون يلو داشي وتلقى تعليمه على يدهم. وبعد أن أحسن الويغور وقبائل أخرى استقباله في غرب الصحراء، جمع جيشا وشرع بالغزو الذي امتد على شرق وغرب تركستان. اتخذ لقب غور خان أو كور خان، الذي يقال أنه يعني أنه يعني «العالمي» أو «الأعلى»، واستقر في بلاساغون شمال جبال تيان شان وجعلها عاصمة إمبراطوريته التي أصبحت معروفة باسم قره خيتاي أو الخطا السود). في عام 1141 طلب شاه خوارزم المساعدة من هذا الأمير ضد أحمد سنجر ملك سلاجقة فارس، والذي طرد الشاه من مملكته وقتل ابنه. وأتى كور خان مع جيش كبير من الأتراك والخطا وآخرين وهزم سنجر قرب سمرقند (سبتمبر 1141) في معركة قال عنها ابن الأثير أنها أكبر هزيمة حلت بالإسلام بتلك المناطق منذ بدأ عهده. مع أن كور خان نفسه لم يمدد فتوحاته إلى بلاد فارس، فقد تابع شاه خوارزم النصر بغزو خراسان وسلب المدن وكنوز سنجر. شهدت المعركة هزيمة سنجر وتولي ابن أخيه مسعود حكم غرب بلاد فارس، وبهذا فإن الواقعة حدثت قبل أربع سنوات من قصة الفاتح الشرقي التي رويت على مسامع روية الأسقف أوتو في روما، فنجد هنا دمار أخوة سامياردي (باللاتينية: Samiardi fraters) أو إخوة سنجر، والتي كانت بذرة قصة الراهب يوحنا.
لم تكن قصة كور خان مطابقة مع كل النقاط في قصة أسقف جبلة، ما دفع الأستاذ برون دي أوديسا أن يقدم مرشحا آخر لهوية الراهب يوحنا الأصلي في شخص الأمير الجورجي يوحنا أوربليان، الملقب سباسالار، أو القائد العام، وقد خدم تحت إمرة عدد من ملوك جورجيا في ذلك العصر. ويظهر برون بارتباط الراهب يوحنا مع القوقاز في وثائق من القرن الخامس عشر. حيث يذكر في أحدها على الأقل أنه ملك أباسيا أو الأباظة من القوقاز. ويظهر أن بعض الخلط بين الأباش أو الأحباش وبين الأباظة كان أصل الخلط الذي حدث لاحقا.
في عام 1248 يذكر جوفاني كاربيني اسم الراهب يوحنا كملك على نصاري الهند العظمى، والذي هزم التتار بحيلة متقنة، يعرفه الباحث أوبرت بأنه جلال الدين منكبرني انتصر في معارك قليلة على المغول في أفغانستان. من ناحية أخرى، يذكر سجل الأمير الأرمني سمباد (1248)، هذا الملك المسيحي تلقى العون من التتار ليهزم المسلمين، وأصبح تابع المغول. أشار وليام روبروكوا (1253) إلى غور خان باسم كوار شام دي كاراكاتاي، ولكنه أطلق اسم «الملك يوحنا» على كوشلوك ملك النايمان، الذي تزوج ابنة آخر أبناء أسرة كور خان. ومن الملاحظات التي يربطها روبروكوا مع الملك يوحنا، والقصص عجيبة التي نسجها النسطوريون، والحكايات العظيمة التي حيكت حول الملك يوحنا، فمن الواضح أن الرحالة افترض أن ملك النايمان هذا هو الأصلي في الأسطورة المنتشرة. ويذكر أن أخ يوحنا هذا يدعى أونك وحكم الكريت والمركيت (أو الكيرايت والمركيت، وهما من قبائل المغول العظيمة)، والتي ارتبط تاريخها مع جنكيز خان. يظهر أونك خان ثانية في سجلات ماركو بولو، الذي تحدث كثيرا عنه بأنه «أمير عظيم، وهو نفسه من ندعوه الراهب يوحنا، وهو في الحقيقة من تحدث العالم عن ملكه العظيم». كان أونك هذا في الحقيقة هو أميرا للكيرايت، وسماه الصينيون تولي، وسماه المؤرخون الفرس عند المغول طغرل، والذي منحه إمبراطور جين شمال الصين لقب «وانغ» أو الملك، حيث عرف منه باسم أوانغ أو أونغ خان. وكان حليف جنكيز لمدة طويلة، لكن الشقاق حدث بينهما، وكانا عدوين لدودين حتى موت أونغ خان في عام 1203. في قصة ماركو بولو فإن أونك خان أو الراهب يوحنا كان السيد الأكبر للتتار، ودفعوا له الجزية حتى ظهر جنكيز. وهذه القصة في جوهرها كررها كتاب أوروبيون آخرون من نهاية القرن الثالث عشر، مثل ريكولدو دي مونتي وجان دي جوانفيل، وكذلك من قبل مؤرخ آسيوي، هو الكاتب المسيحي المشهور، ابن العبري. ولا يذكر أن أونغ خان طالب بالسيادة على المغول واتجه بفتوحاته نحو الشرق. لكن قوته وكرامته كانتا كبيرتان حيث أطلق عليه المؤرخ رشيد الدين لقب «بادشاه».

## أوصاف الكاهن يوحنا
يرجع نسب يوحنا كما وصف إلى المجوس الثلاثة الذين قدموا الهدايا إلى الطفل يسوع وأنه حكم نفس الأرض التي حكموها، وكان يتبع الفرقة النسطورية، على أن الأوصاف في تقارير وإشاعات الأساقفة الشرقيين قد تجاوزتها مجموعة رسائل زورها أحدهم وأرسلها إلى الإمبراطورين البيزنطي مانويل كومنينوس والروماني المقدس فريدريك الأول بربروسا ويرجع تاريخها تقريبا للعام 1165 حيث قال إنه يعد نفسه للهجوم على المسلمين في الأراضي المقدسة وكان يرغب بزيارة الضريح المقدس ويخضع أعداء الصليب. ويصف نفسه بالمسيحي المخلص والملك الثري وأعظم ملك تحت السماء حيث تمتد بلاده من بابل إلى الهند ودع له الجزية ما لا يقل عن 72 ملكا.
أما بلاده فقد كانت من الغنى بحيث لا يعرفون الحاجة أو الفقر فلا توجد سرقة أو كذب أو غيرها ويملك مرآة سحرية تظهر كل شبر فيها ليحمي بلاده من الأخطار ويتفقد حال شعبه، كما أن لديه جواهر سحرية يتحكم بها في الحرارة، وهناك كنيسة زجاجية يمكنها التوسع والتقلص لتسع جميع روادها. وكان لديه صولجان من الزمرد المصمت. وتوجد في بلاده كل الوحوش البرية والمخلوقات البشعة والمذكورة في الأساطير، بالإضافة إلى كل الأعراق البرية والغريبة من جنس الإنسان والقصص الغريبة التي رويت عنهم، ومنها الأمم القذرة التي وضعها الإسكندر الأكبر داخل سور بين جبال الشمال، والذين سيأتون في آخر الزمان (وهي تأتي من قصة يأجوج ومأجوج)، وكذلك الأمازونيات والبراغمان.
احتوت أملاكه أيضا على النمل المتوحش الذي يحفر الذهب والسمك الذي يعطي اللون الأرجواني؛ أنتجوا كل أنواع الأحجار الكريمة وكل العطور الشهيرة. وتوجد فيها أيضا نافورة الشباب؛ والأحجار التي تعطي النور وتعيد البصر وتجعل حاملها يختفي؛ كان هناك بحر الرمل، ويخزن به سمك له طعم مدهش؛ وهناك أيضا نهر الأحجار؛ إضافة إلى جدول تحت الأرض كانت رماله من المجوهرات. وكانت في أرضه دودة تدعى «السمندل» والتي تعيش في النار وتغلف نفسها في عشاء لا يحترق يصنع منه عباءات للراهب، والتي تغسل في النار الملتهبة. عندما ذهب الملك في إحدى الحروب حمل معه ثلاثة عشر صليبا عظيما صنع من الذهب والجواهر محملا في العربات أمامه مثل راياته، وكل منها يتبعها 10,000 فارس و100,000 من المشاة.
بنى قصره على تصميم القصر الذي نصبه القديس توما للملك الهندي غوندوفاروس. ووصفت عظمة هذا البناء بالتفصيل. ويزوره سبعة ملوك في وقت واحد، وستين دوقا و365 كونت؛ واثنا عشر رئيس أساقفة جلسوا على يمينه، وعشرين أسقفا على يساره، إضافة إلى بطريرك القديس توما، وبروتوبوب من سارماغانتيا (سمرقند؟)، ورئيس بابوات شوشان، حيث كان المسكن الملكي. وكان هناك قصر آخر لا يقل عنه روعة، وقد بناه والد الراهب بإطاعته لأمر سماوي في مدينة بريبريك.
وبكل ما عنده من قوة وعظمة، يدعو نفسه مجرد «راهب» بسبب تواضعه، ولأنه ليس من الملائم لشخص كان خياطه زعيما وملكا، وكان كبير خدمه رئيس أساقفة وملكا، وكان أمين خزائنه أسقفا وملكا، وكان سائسه رئيس أديرة وملكا، وكان طباخه رئيس دير وملكا، بأن يدعى بمثل هذه الألقاب.
ربما يمكننا الحكم بقدر شعبية وانتشار هذه الرسالة من حقيقة أن الباحث زارنكه، في أطروحته عن الراهب يوحنا، أعطي قائمة بما يقرب من 100 مخطوطة عنه. ومن هذه هناك 8 في المتحف البريطاني، اثنتان في فينا، 13 في مكتبة باريس الكبرى، 15 في ميونخ. هناك أيضا ذكر لها في عدة قصائد في الشعر الألماني القديم. العديد من ظروف ذلك الوقت مالت إلى اعتبار مثل هذه الرسائل مقبولة. وكانت المسيحية سترحب بمعلومات عن أي نصير يظهر فجأة أمام قوة المسلمين؛ بينما بيانات الرسالة بنفسها جمعت إشارات لكل عناصر التلفيق الرومانسية المتعلقة بآسيا والتي كانت تغذي أصلا فضول أوروبا، الأمر الذي ظهر في الخرائط العالمية، وملأت التاريخ الرائع للإسكندر الذي استبدل لألف سنة تقريبا التاريخ الحقيقي لدولة مقدونيا في كافة أنحاء أوروبا وغرب آسيا.

## البحث عن يوحنا
أرسل البابا ألكسندر الثالث عام 1177 رسائل لا يعرف ما الذي حل بها، وتفيد بأنها قد نُظِمت في حي الريالتو في فينيسيا قبل خمسة أيام من غرة أكتوبر (27 سبتمبر). وتوجد منها نسخ مخطوطة ومحفوظة في كامبردج ومكتبات باريس العامة، والتي أخذ منها أيضا في سجلات عدة من مؤرخي الحوليات الإنجليز، ومنهم بنيديكت من بيتربورو، روجر هوفدون وماثيو الباريسي. يخاطبه البابا بلقب ابن المسيح المعظم يوحنا، ملك الهند العظيم والمبجل. ويتلو عليه كيف أنه سمع عن إخلاص الملك المسيحي، وكده في الأعمال الصالحة والتقوى، من الرواة العديدين والتقارير المشتركة، لكن أيضا بالأخص من طبيب ومستشار البابا، السيد فيليب، الذي تلقى معلومات من الأشراف من بلاد الملك، الذين التقى بهم في تلك المناطق الشرقية. أبلغه فيليب أيضا عن قلق الملك بسبب دروس الانضباط الكاثوليكي والمصالحة مع المجلس الرسولي فيما يتعلق بكل التناقضات، ورغبته أن تكون عنده كنيسة في روما ومذبح في القدس. يستمر البابا بالقول بأنه "وجد الأمر صعبا جدا، بسبب طول وعوائق الطريق، ليرسل حجرا لأي أحد، لكنه سيبعث بفيليب لإبلاغ الأمر إليه. وعند قبول رسالة فيليب، فيجب أن يرسل الملك أشرافا يحملون رسائل ختمت بختمه، وبها ستحقق كل رغباته بالكامل. وكما جاء فيها "كلما زاد نبلك وشهامتك عن نفسك، وقل تبجحك عن ثروتك وقوتك، كلما سهلت تلبية رغباتك بمنحك كنيسة في المدينة ومذبح في كنيسة القديسين بطرس وبولس، وفي كنيسة قبر السيد في القدس، وكذلك بالنسبة للطلبات المعقولة الأخرى". ليس هناك ذكر خاص للقب "الراهب يوحنا" في نسخ الرسالة التي يظهر أنها أكثرها أصالة. لكن العنوان والتعبير في المقطع السابق (والذي من الواضح أنه يلمح إلى الرسالة التي ذكرت بها أوصافه الخيالية عام 1165) بالكاد يترك مجالا للشك أن البابا نفسه هو من يخاطب مؤلف تلك الرسالة.
لا نعرف هكذا إلى أي مدى بقيت مخيلة الراهب يوحنا في الأذهان عام 1220، بعد ثلاث وأربعين سنة من رسالة البابا ألكساندر، فلا نعرف ذكرا للراهب يوحنا في الفترة. ولكن في عام 1220 أتت الأخبار أن فاتحا مسيحيا أتى من الشرق ومسح جميع المسلمين من أمامه وقيل أن اسمه داوود وتم تعريفه على أنه ابن أو حفيد الكاهن يوحنا ورغم صحة الشائعة فلم يكن داوود هذا مسيحيا بل كان الفاتح العظيم جنكيز خان. وكانت النبوءات الرائجة بين المسيحيين في سوريا حول دمار طائفة محمد بعد ستة قرون من مجيئه قد أضافت الحماس الذي رافق هذه الإشاعات. لم تنقشع هذه الأوهام بسرعة، وحتى بعد غزو التتار الكبير وخراب أوروبا الشرقية، فما زالت الشخصية تؤثر على عقل المسيحيين وتجعل الباباوات والملوك يرسلون المبشرين إلى حشود التتار لأنهم شعروا أن خاناتهم، وإن لم يكونوا مسيحيين، فقد كانوا دائما على حافة التنصر.
عندما فتحت الغزوات المغولية آسيا للرحالة الفرنجة في منتصف القرن الثالث عشر، كانت عقولهم مليئة بحكايات الراهب يوحنا؛ وحاولوا عبثا البحث عن الشخصية الملائمة، على أنهم عثروا على بعض الشخصيات بطبيعة الحال. وفي الحقيقة فقد وجدوا عدة منهم. على ما يبدو لم توجد قصة حقيقية بين المسيحيين الشرقيين عن مثل هذه الشخصية؛ فقد تشكلت الأسطورة من غيوم الإشاعة التي نقلوها غربا من آسيا. لكن الطلب الدائم أنتج العرض؛ بعد الحوم بين أكثر من زعيم واحدا بعد الآخر، استقر شرف اسم الراهب يوحنا لوقت طويل على ملك قبيلة كيرايت النسطورية، المشهور في تواريخ جنكير تحت اسم أونغ أو أوانغ خان.
نجد الراهب يوحنا في مرحلة أخرى قبل أن يختفي من التاريخ الآسيوي، بنحو حقيقي أو أسطوري. فهناك ماركو بولو في الجزء الأخير من القرن الثالث عشر، والراهب جوفاني دي مونتيكورفينو، الذي أصبح لاحقا رئيس أساقفة كامبالوك في بداية القرن الرابع عشر، ويتكلمان عن أحفاد الراهب يوحنا بأنهم يملكون الأراضي تحت إمرة الخان العظيم في ناحية يمكن أن نعرفها بسهل كوكوخوتان، شمال منحنى النهر الأصفر الكبير وحوالي 280 ميل (450 كم) شمال غرب بكين. وسمي الأمير الحاكم زمن هذين الكاتبين الملك جورج، وكان «سادس أحفاد الراهب يوحنا»، وبمعنى آخر فلا شك من أنهم كانوا أحفاد أوانغ خان. وزار الراهب أودوريك حوالي العام 1326، وقال أن البلاد يحكمها أمير سماه الراهب يوحنا؛ ويقول «لكن، بالنسبة إليه، لم يُحك من صدق عن هيئته حتى واحد بالمائة». بهذه الإشارة لم يعد للراهب يوحنا أي وجود تاريخي في آسيا (فلا يلزمنا الرجوع لحكايات جون ماندفيل القديمة أو الخيالية من معاصراته، أو كتابات يوهان فان هيس الذي أدخل الحكايات القديمة مع عجائب القديس توماس)، وصلة الملك الأسطوري بذاك القسم من العالم انقرضت تدريجيا من ذاكرة أوروبا.

## انتقال الأسطورة إلى الحبشة
بحث كثيرون من الرحالة عن أرض يوحنا وأبرزهم ماركو بولو الذي وصل إلى الصين ولم يجد شيئا، فانتقل موقع المملكة إلى إثيوبيا التي كانت تدعى بلاد الحبشة والتي كانت أرضا غريبة وغير معروفة ومعزولة بجبالها لكنها كانت معروفة كدولة مسيحية، وفي أول كتاب من المستكشفين عنها كتبه فرانسيسكو ألفاريز عام 1540 تم إعطاء لقب الكاهن يوحنا إلى النجاشي ملك إثيوبيا. وليس بعيدا عن الاحتمال أن أحد ملوك الحبشة اتخذ هذا اللقب، ولكن الأسطورة الآسيوية كانت قد غطت عليه، وفي النهاية فالخلط بين أثيوبيا والهند قديم منذ زمن فرجيل أو أقدم.
ذكر هيوب لودولف بأن هذا الأمر كان اختراعا برتغاليا وظهر فقط في القرن الخامس عشر. لكن هذا خطأ؛ فالحقيقة أن الأمر بدأ في وقت سابق، ومن المحتمل قبل فترة طويلة توقف الكتاب عن ذكر الملك الآسيوي وأحفاد ملك الكيرايت. ونرى أن الكاتب الفلورنسي سيموني سيغولي الذي زار القاهرة عام 1384، في كتابه رحلة إلى جبل سيناء ما زال يتكلم عن «بريستو جيوفاني» كملك في الهند؛ لكنه يصف الهند بأن لها حدودا مشتركة مع أملاك سلطان مصر، وكان أميرها هو سيد النيل، يقوم بغلق مياهه أو فتحها على مصر، وبهذا يظهر الخلط بين المكانين. قبل ثلاثين سنة (حوالي 1352) يتكلم الراهب الفرانسيسكاني جيوفاني دي ماريونولي، المندوب الرسولي في آسيا، في كتابه التواريخ عن أثيوبيا حيث أرض الزنوج والتي سماها أرض الراهب يوحنا.
بالرجوع أبعد إلى الوراء، يتكلم الراهب يوردانوس الذي عاد من الشرق قبل العام 1328، عن إمبراطور الأثيوبيين. لكن هناك احتمال إذا عدنا أبعد من هذا، وبما أن أفكار البابا ألكسندر الثالث لم تكن واضحة حول موقع الملك الجغرافي الذي خاطبه البابا من فينيسيا عام 1177، فأن الشخص الحقيقي الوحيد الذي يمكن أن تأخذ إليه الرسالة كان ملك الحبشة. وليكن ملحوظا أن «الأشراف من مملكة الملك» الذين قابلهم الطبيب فيليب في الشرق لا بد وأنهم كانوا ممثلين لقوة حقيقية وليست خيالية. ولا بد أن ملكا حقيقيا هو الذي رغب بمصالحة الكنيسة الكاثوليكية وتخصيص كنيسة في روما ومذبح في القدس. علاوة على ذلك، نحن نعرف أن الكنيسة الأثيوبية امتلكت لمدة طويلة مصلى ومذبح في كنيسة القيامة، ومع أننا كنا غير قادرين على إيجاد شهادات للرحالة أقدم من العام 1497، ومن المحتمل جدا أن هذه النظرية ربما نشأت في وقت سابق.
يخبرنا ماركو بولو بأنه بعد حوالي قرن من تاريخ رسالة البابا ألكسندر أرسل ملك الحبشة بعثة إلى القدس لتقديم القرابين من ناحيته إلى كنيسة القيامة. ويجب أن نتذكر بأنه في وقت رسالة البابا كانت القدس ما تزال في قبضة المسيحيين، والتي كانت قد أخذت من المسلمين في عام 1099. كانت الحبشة لمدة طويلة تمر بفترة من التقلب والتشتت. في القرن العاشر استبدلت السلالة الملكية بسلالة من يهود الفلاشا، تلتها عوائل مسيحية أخرى؛ لكن الضعف والفوضى استمرا حتى إعادة «بيت سليمان» (حوالي 1268). وأكثرها أرجحية أن أمراء من «عوائل مسيحية» امتلكت عرش شمال الحبشة وكان عليها أن تقوي نفسها بارتباطها مع المسيحية الأوروبية، ولإقامة العلاقات مع القدس التي كانت وقتها بيد النصارى. ولا نعرف إن كان الطبيب فيليب قد وصل وجهته أصلا، أو أن جوابا قد رجع أصلا إلى لاتيران.
يفترض سيزاري بارونيو، الذي أخذ وجهة النظر السالف ذكرها، احتمالية أن الكنيسة في روما التي امتلكها الأحباش في زمنه (القديس ستيفن في الفاتيكان) قد منحت في هذه المناسبة. لكننا قد نتأكد من أن هذا كان تنازلا جرى خلال المحاولات للسيطرة على الكنيسة الأثيوبية في أوائل القرن السادس عشر. يقول لودولف بأن تملّك الكنيسة أخذ منهم في زمنه بعد أن حملوا هذا التملك لأكثر من قرن. في التاريخ الأسطوري لتراجم الملوك المباركين الثلاثة من قبل يوهان أوف هيلدنزهايم (حوالي 1370)، الذي استخلص منها زارنكه أحد سجلاته، ولدينا خليط واضح في عقل الكاتب للراهب يوحنا بين الموقع الآسيوي والأفريقي؛ بين الأمور الأخرى المذكورة أن الراهب يوحنا والنوبيين حفروا مصلى من الصخر تحت جبل الجلجلة تكريما للملوك الثلاثة.
ومن القرن الرابع عشر فصاعدا كان مركز الراهب يوحنا في الحبشة. ومن هنا قدمت خريطة الراهب ماورو الكبيرة (1459) مدينة جميلة مع التوضيح، "هنا يقع مقر الراهب يوحنا". قرب نهاية القرن (1481-1495)، عندما وسم نفسه بإشارة الصليب كرمز عن معموديته "(كتاب عن معرفة كل الملوك، طبع في مدريد، 1877).
كان جواو الثاني ملك البرتغال يتابع التحقيقات بخصوص الوصول إلى الهند كان هدفه الأول أن يتصل مع الراهب يوحنا الهندي، الذي كان مفهوما بأنه ملك مسيحي في أفريقيا. وعندما ذهب فاسكو دا غاما في رحلته البحرية من موزمبيق شمالا بدأ يسمع عن الراهب يوحنا Preste Joham كحاكم في الدواخل، أو بالأحرى على ضوء تصوراته السابقة بوجود تلك الشخصية في شرق أفريقيا فقد فسر ما قيل عنه هكذا.

## قراءات أخرى
بالنسبة للموضوع في سماته الأقدم، أنظر التاريخ الأثيوبي Historia Aethiopica بقلم لودولف وتعليقاته. الملاحظات الممتازة لماري أرمان دافيزاك تشمل خلاصة عن الجوهر الكامل للموضوع، في مجموعة الرحلات والمذكرات Recueil de voyages et de memoires ونشرتها الجمعية الجغرافية (باريس، 1839). وهناك عملان ألمانيان مهمان، الراهب يوحنا في الحكايات والتاريخ Der Presbyter Johannes in Sage and Geschichte بقلم الدكتور غوستاف أوبرت (الطبعة الثانية، برلين، 1870)، الراهب يوحنا Der Priester Johannes بقلم فريدريك زارنكه من لايبزغ (1876 – 1879). أنظر أيضا كاثاي والطريق إلى هناك Cathay and the Way Thither، وماركو بولو Marco Polo، وهما للسير هنري يول.